# Àlex Collado Gutiérrez
Àlex Collado Gutiérrez (Sabadell, 22 d'abril de 1999) és un futbolista català que juga com a migcampista a l'Al-Kholood saudita, cedit pel Reial Betis. És internacional amb la selecció catalana.

## Carrera esportiva
El seu primer club va ser el Gimnàstic Mercantil, on va jugar de 2004 a 2006. Aquell any va passar a jugar pel RCD Espanyol, on ja destacava com a migcampista organitzador per la seva qualitat i visió de joc. El 2009 Albert Benaiges, llavors responsable de les categories inferiors del FC Barcelona, va convèncer els pares perquè començàs l'etapa aleví en aquest club. Allà va avançar la seva posició, en part per l'abundància de migcampistes en aquella generació (com ara Monchu, o Oriol Busquets).
Va formar part de l'equip que va guanyar la segona Lliga Juvenil de la UEFA pel Barça, la temporada 2017-18, jugant com a titular la final contra el Chelsea FC. Va debutar amb l'filial blaugrana el març de 2018 en un partit de Segona Divisió contra el Llorca. El maig de 2019 es va produir el seu debut amb el primer equip, en un partit de lliga contra el Celta de Vigo. L'estiu de 2020 va rebutjar diverses ofertes i va decidir de continuar un any més al filial blaugrana.
Al començament de la temporada 2020–21, en què l'equip jugava a Segona B, Collado fou nomenat nou capità del Barça B després de la lesió de llarga durada del capità anterior, Ferran Sarsanedas.
El 31 de març de 2021 el club va fer oficial la seva renovació de contracte allargant-lo per dues temporades més, fins al 2023, i el seu ascens definitiu a la plantilla del primer equip per a la temporada 2021-22. No obstant, se li va acabar buscant una sortida. Aquesta no es va produir i es va quedar sense fitxa per poder jugar. Tampoc podia ser inscrit al mercat d'hivern, i finalment fou cedit al Granada CF fins a final de temporada. Hi va debutar l'endemà en un empat 1–1 en lliga contra precisament el FC Barcelona.
El 15 d'agost de 2022, Collado fou cedit per un any a l'Elx CF també de primera divisió.
El 27 de juliol de 2023, Collado va signar contracte per sis anys pel Reial Betis de primera divisió. El 31 de juliol de 2023, el Betis va anunciar que el jugador seria cedit a l'Al-Okhdood de la Lliga saudita de futbol per una temporada.
L'agost de 2024, Collado va tornar a la Saudi Pro League, unint-se a l'Al-Kholood amb un acord de cessió per a tota la temporada.

## Internacional

### Catalunya
Internacional amb la selecció catalana, el maig de 2022 Gerard López el va convocar per disputar el partit Catalunya – Jamaica a Montilivi, una victòria per 6-0.

## Estadístiques
| Club           | Lliga           | Temporada     | Lliga   | Lliga | Copa    | Copa | Europa  | Europa | Altres  | Altres | Total   | Total |
| Club           | Lliga           | Temporada     | Partits | Gols  | Partits | Gols | Partits | Gols   | Partits | Gols   | Partits | Gols  |
| -------------- | --------------- | ------------- | ------- | ----- | ------- | ---- | ------- | ------ | ------- | ------ | ------- | ----- |
| FC Barcelona B | Segona divisió  | 2017–18       | 1       | 0     | —       | —    | —       | —      | —       | —      | 1       | 0     |
| FC Barcelona B | Segona B        | 2018–19       | 35      | 5     | —       | —    | —       | —      | —       | —      | 35      | 5     |
| FC Barcelona B | Segona B        | 2019–20       | 24      | 5     | —       | —    | —       | —      | —       | —      | 24      | 5     |
| FC Barcelona B | Segona B        | 2020–21       | 11      | 5     | —       | —    | —       | —      | —       | —      | 22      | 8     |
| FC Barcelona B | Total           | Total         | 72      | 15    | —       | —    | —       | —      | —       | —      | 72      | 15    |
| FC Barcelona   | Primera divisió | 2018–19       | 1       | 0     | 0       | 0    | 0       | 0      | 0       | 0      | 1       | 0     |
| FC Barcelona   | Primera divisió | 2019–20       | 1       | 0     | 0       | 0    | 0       | 0      | 0       | 0      | 1       | 0     |
| FC Barcelona   | Total           | Total         | 2       | 0     | 0       | 0    | 0       | 0      | 0       | 0      | 2       | 0     |
| Total carrera  | Total carrera   | Total carrera | 74      | 15    | 0       | 0    | 0       | 0      | 0       | 0      | 74      | 15    |

## Palmarès

### Categories inferiors
- Divisió d'Honor Juvenil 2017-2018
- Lliga Juvenil de la UEFA 2017-2018[7]

### Professional
- Primera divisió espanyola de futbol 2018-2019[9]